# Neurolepis petiolata
Neurolepis petiolata là một loài thực vật có hoa trong họ Hòa thảo. Loài này được Davidse & L.G.Clark mô tả khoa học đầu tiên năm 1996.